# 香納洪 (伊利諾伊州)
香納洪（英語：Channahon）是位於美國伊利諾伊州格蘭迪縣和威爾縣的一個村落。

## 地理
香納洪的座標為41°26′17″N 88°12′59″W / 41.43806°N 88.21639°W，而該地最高點為海拔高度183米（即600英尺）。

## 人口
根據2010年美國人口普查的數據，香納洪的面積為44.70平方千米，當中陸地面積為40.99平方千米，而水域面積為0.71平方千米。當地共有人口12560人，而人口密度為每平方千米280人。